# Comuna Ștefan cel Mare, Olt
Ștefan cel Mare este o comună în județul Olt, Oltenia, România, formată din satele Ianca Nouă și Ștefan cel Mare (reședința). Comuna este situată în sudul extrem al județului Olt, la aproximativ 10 km de fluviul Dunărea.

## Demografie
Componența etnică a comunei Ștefan cel Mare
     Români (94,73%)
     Alte etnii (0,87%)
     Necunoscută (4,4%)
Componența confesională a comunei Ștefan cel Mare
     Ortodocși (93,86%)
     Alte religii (0,2%)
     Necunoscută (5,94%)
Conform recensământului efectuat în 2021, populația comunei Ștefan cel Mare se ridică la 1.499 de locuitori, în scădere față de recensământul anterior din 2011, când fuseseră înregistrați 1.808 locuitori. Majoritatea locuitorilor sunt români (94,73%), iar pentru 4,4% nu se cunoaște apartenența etnică. Din punct de vedere confesional, majoritatea locuitorilor sunt ortodocși (93,86%), iar pentru 5,94% nu se cunoaște apartenența confesională.

## Politică și administrație
Comuna Ștefan cel Mare este administrată de un primar și un consiliu local compus din 9 consilieri. Primarul, Viorel-Marius Măgureanu[*], de la Partidul Național Liberal, este în funcție din 2004. Începând cu alegerile locale din 2024, consiliul local are următoarea componență pe partide politice:
|  | Partid                    | Consilieri | Componența Consiliului | Componența Consiliului | Componența Consiliului | Componența Consiliului | Componența Consiliului | Componența Consiliului |
|  | ------------------------- | ---------- | ---------------------- | ---------------------- | ---------------------- | ---------------------- | ---------------------- | ---------------------- |
|  | Partidul Național Liberal | 6          |                        |                        |                        |                        |                        |                        |
|  | Partidul Social Democrat  | 3          |                        |                        |                        |                        |                        |                        |